# 3271 Ul
3271 Ul este un asteroid din grupul Amor, descoperit pe 14 septembrie 1982 de Hans-Emil Schuster.